# トマス・コクラン (第6代ダンドナルド伯爵)
第6代ダンドナルド伯爵トマス・コクラン（英語: Thomas Cochrane, 6th Earl of Dundonald、1702年 – 1737年5月29日）は、スコットランド貴族。

## 生涯
庶民院議員ウィリアム・コクラン（1717年8月没、初代ダンドナルド伯爵ウィリアム・コクランの長男ウィリアムの次男）とグリゼル・グラハム（Grizel Graham、第2代モントローズ侯爵ジェームズ・グラハムの娘）の次男として、1702年に生まれた。
1725年1月27日に伯父ジョンの孫にあたる第5代ダンドナルド伯爵ウィリアム・コクランが死去すると、ダンドナルド伯爵の爵位を継承した。
1727年10月、キャサリン・ハミルトン（Catherine Hamilton、1779年4月13日没、バジル・ハミルトンの娘）と結婚、2男3女を儲けた。
- ウィリアム（1729年 – 1758年） - 第7代ダンドナルド伯爵。子供なし
- バジル（1748年9月6日没） - 海軍軍人
- メアリー（1805年3月16日没）
- キャサリン（Katherine、1776年10月4日没） - ウィリアム・ウッド（William Wood）と結婚、子供あり
- シャーロット（1740年5月10日埋葬）

1737年5月29日に死去、ペイズリー寺院（Paisley Abbey）で埋葬された。息子ウィリアムが爵位を継承した。